# Sporting Club Abbeville (Omnisports)
 (novembre 2021).
La mise en forme du texte ne suit pas les recommandations de Wikipédia : il faut le « wikifier ».
Les points d'amélioration suivants sont les cas les plus fréquents :
- Les titres sont pré-formatés par le logiciel. Ils ne sont ni en capitales, ni en gras.
- Le texte ne doit pas être écrit en capitales (les noms de famille non plus), ni en gras, ni en italique, ni en « petit »…
- Le gras n'est utilisé que pour surligner le titre de l'article dans l'introduction, une seule fois.
- L'italique est rarement utilisé : mots en langue étrangère, titres d'œuvres, noms de bateaux, etc.
- Les citations ne sont pas en italique mais en corps de texte normal. Elles sont entourées par des guillemets français : « et ».
- Les listes à puces sont à éviter, des paragraphes rédigés étant largement préférés. Les tableaux sont à réserver à la présentation de données structurées (résultats, etc.).
- Les appels de note de bas de page (petits chiffres en exposant, introduits par l'outil «  Source ») sont à placer entre la fin de phrase et le point final[comme ça].
- Les liens internes (vers d'autres articles de Wikipédia) sont à choisir avec parcimonie. Créez des liens vers des articles approfondissant le sujet. Les termes génériques sans rapport avec le sujet sont à éviter, ainsi que les répétitions de liens vers un même terme.
- Les liens externes sont à placer uniquement dans une section « Liens externes », à la fin de l'article. Ces liens sont à choisir avec parcimonie suivant les règles définies. Si un lien sert de source à l'article, son insertion dans le texte est à faire par les notes de bas de page.
- La présentation des références doit suivre les conventions bibliographiques. Il est recommandé d'utiliser les modèles {{Ouvrage}}, {{Chapitre}}, {{Article}}, {{Lien web}} et/ou {{Bibliographie}}. Le mode d'édition visuel peut mettre en forme automatiquement les références.
- Insérer une infobox (cadre d'informations à droite) n'est pas obligatoire pour parachever la mise en page.

Pour une aide détaillée, merci de consulter Aide:Wikification.
Si vous pensez que ces points ont été résolus, vous pouvez retirer ce bandeau et améliorer la mise en forme d'un autre article.
Cet article concerne le club omnisports. Pour le club de football, voir Sporting Club abbevillois Foot Côte picarde.
Cet article concerne le club omnisports. Pour la section Hockey, voir Sporting Club Abbeville (hockey sur gazon).
Le Sporting Club Abbevillois est un club omnisports français situé à Abbeville. Le club compte environ 6 sections sportives. Il est adhérent de la Fédération française des clubs omnisports.

## Histoire
| \| Abbeville \| Localisation d'Abbeville. |
| Abbeville                                 |

Au début du XXe siècle (le 11 juin 1901), un club de football est fondé à Abbeville.
En effet, à la suite d'une réunion initiée par le docteur Claude Neuilles, douze Abbevillois dont Paul Delique, décident de créer le Foot-Ball Abbevillois (FBA).
Sous l'impulsion du premier président et fondateur du club Claude Neuilles, le Foot-Ball Abbevillois change de dénomination en Sporting Club Abbevillois (SCA) et élargit ses activités sportives, devenant omnisports en décembre 1902 et se rattachant à l'union des sociétés françaises de sports athlétiques.
Ainsi, à ses débuts, les membres du club pratiquent indifféremment des sports comme le football, le tennis, l'athlétisme, la natation, le triathlon, le billard et le golf

## Sections
Le premier sports pratiqué au Sporting Club Abbevillois (SCA) est le football. Au cours de son histoire, le Sporting Club Abbevillois (SCA) s'ouvrira à de nombreuses autres disciplines en créant de nouvelles sections dont certaines, ont depuis disparu.
Il existe aujourd'hui 6 sections sportives.

### Sections actuelles
| Section          | Date de création | Détails |
| ---------------- | ---------------- | ------- |
| Athlétisme       | 1902             |         |
| Tennis           | 1902             |         |
| Hockey sur gazon | 1922             |         |
| Natation         | 1902             |         |
| Billard          | 1902             |         |
| Golf             | 1902             |         |

- La section tennis[2] évolue toujours dans un gymnase attenant au stade Paul-Delique. Le SCA tennis a fusionné[3] avec des clubs de la Côte Picarde pour devenir le Tennis Club Abbeville Baie de Somme. Elle a surtout un rayonnement régional.
- La section athlétisme[4] pratique son sport sur la piste située derrière le terrain d'honneur du stade Delique. Cette section, actuellement en National 3, a évolué à son âge d'or dans les années 1980-1990 dans l'élite de l'athlétisme français et a révélé de nombreux athlètes reconnus comme notamment Alexis Abraham, qui sera champion de France du 1 500 m sur piste en 2001 et 2002 et de cross court en 2004, mais aussi Bruno Malivoir, médaillé de bronze aux championnats de France du marathon en 1995 et détenant du même coup le record de Picardie du marathon, ou encore Didier Lecoin, participant aux championnats d'Europe militaire de cross. Pascal Demarthe, actuel maire d'Abbeville et ancien député de la Somme, a également été coureur de bon niveau régional au sein du SCA et sera l'entraîneur de Bruno Malivoir.
- La section hockey sur gazon[5] (voir l'article Sporting Club Abbeville (hockey sur gazon)) évolue au centre Robert-Viarre. Elle dispute principalement ses championnats au niveau national
- La section natation[6] réalise ses entraînements et ses compétitions à la piscine municipale Aqu'ABB, située place du 8 mai 1945, près du boulevard de la République. Elle pratique de nombreuses compétitions au niveau régional voire national. Elle comporte aussi la section triathlon.
- La section billard[7], quant à elle, pratique son activité à la salle qui lui est réservée dans l'ouest de la ville, c'est-à-dire avenue du Rivage (avec le club de tennis de table de l'AC Abbeville) mais aussi dans sa salle historique chaussée d'Hocquet. Elle évolue elle aussi au niveau régional. La section s'appelle désormais le Billard Club des 2 vallées car elle a passé un partenariat avec le Bowling des 2 vallées, situé au parc d'activités des 2 vallées au sud de la ville.
- La section golf[8] évoluait sur le terrain du domaine du Val, situé sur la commune voisine de Grand-Laviers. Mais avec la fermeture récente de ce dernier, la section est obligée de jouer au golf de Nampont, village situé à 35 km d'Abbeville et à la frontière avec le département du Pas-de-Calais. Elle s'appelle désormais l'Abbeville Baie de Somme Golf Club.

### Anciennes sections
| Section  | Date de création | Date de scission |
| -------- | ---------------- | ---------------- |
| Football | 1901             | 2015             |

Des problèmes financiers viendront plomber la section Football dans le milieu des années 2010-2020 avec une mise sous tutelle de la section foot par le Sporting Club Abbeville Omnisports et son président Jean-Luc Desmarest. Un risque de disparition pure et simple de la section Foot est même évoqué durant plusieurs mois. 
Une solution est finalement trouvée et la scission de la section football est prononcé avec la mise en place d'un plan de redressement financier.
À ce jour, l'ancienne section reste au Stade Paul Delique. La question ne s'étant pas posé, car c'est la section "Historique et Fondatrice" du SCA Omnisports et que la Mairie d'Abbeville a racheté le complexe dans la dernière décennie au SCA Omnisports.